# 高山西インターチェンジ
高山西インターチェンジ（たかやまにしインターチェンジ）は、岐阜県高山市清見町にある中部縦貫自動車道（高山清見道路）のインターチェンジ。建設時の仮称は清見東ICであった。
出入口には通行規制用の電動ゲートが設置されている。また、冬季に出動する除雪車を格納する車両基地も備える。

## 道路
- E67 中部縦貫自動車道（高山清見道路）

## 接続する道路
- 国道158号

## 歴史
- 2004年（平成16年）11月27日 : 高山西IC - 飛驒清見IC/JCT間開通に伴い供用開始。
- 2007年（平成19年）9月29日 : 高山IC - 高山西IC間開通[2]。

## 周辺
- 道の駅ななもり清見
- 川上川
- 高山市公文書館

## 隣
E67 中部縦貫自動車道（高山清見道路）
高山IC - 高山西IC - (13) 飛騨清見IC